# Daniel Moody
Daniel Moody ist ein US-amerikanischer Opernsänger der Stimmlage Countertenor. Die Schwerpunkte seines Repertoires sind die Barockoper und Musik zeitgenössischer Komponisten.

## Leben
Moody studierte am Peabody Institute in Baltimore und danach bei James Taylor am Yale Institute of Sacred Music der Yale University in New Haven.

### Oper
Moody übernahm eine Hauptrolle bei der Uraufführung von Desire, einer Kammeroper von Han Lash, die am 17. Oktober 2019 im Miller Theater der Columbia University in New York vorgestellt wurde. Moody debütierte als Rosencrantz in der Hamlet-Vertonung von Brett Dean an der Metropolitan Opera in New York, als Tolomeo in Händels Giulio Cesare an der Atlanta Opera und als Nerone in Monteverdis L’incoronazione di Poppea an der Cincinnati Opera. 2023 wurde er als Oberon in Brittens A Midsummer Night’s Dream an die Vancouver Opera verpflichtet.

### Konzert
Im Jahr 2016 präsentierte Moody den Dream of the Song von George Benjamin beim Festival of Contemporary Music in Tanglewood. Es handelte sich um eine US-amerikanische Erstaufführung. Einen Liederzyklus von Nico Muhly stellte er in der Saint Thomas Church in Manhattan vor. In der Spielzeit 2018–2019 debütierte Moody mit zwei Konzerten an der Carnegie Hall – in Händels Messiah mit der Oratorio Society of New York und als Solist mit der Musica Sacra von New York City. 2019 war er mit dem Philharmonia Baroque Orchestra von San Francisco zu hören, er sang Arien und Duette von Händel, Purcell und Pärt, gemeinsam mit der Mezzosopranistin Anne Sofie von Otter.

## Privates
Daniel Moody ist mit dem aus Australien stammenden Konzertpianisten David Fung verheiratet.

## Auszeichnungen
(Quelle: Bach Cantatas Website)
- Sieger, Russell Wonderlic Competition
- Zweiter Platz, Handel Aria Competition
- 5000 $ Geldpreis, George London Competition